# Mattinata
Mattinata (Matinata toponimo storico, Matenéte in dialetto locale) è un comune italiano di 5 853 abitanti della provincia di Foggia in Puglia. Situata sulla costa meridionale del promontorio del Gargano, si affaccia nel golfo di Manfredonia ed è una località balneare più volte insignita della Bandiera Blu dalla Foundation for Environmental Education e delle "vele" della Guida Blu di Legambiente.

## Geografia fisica

### Territorio

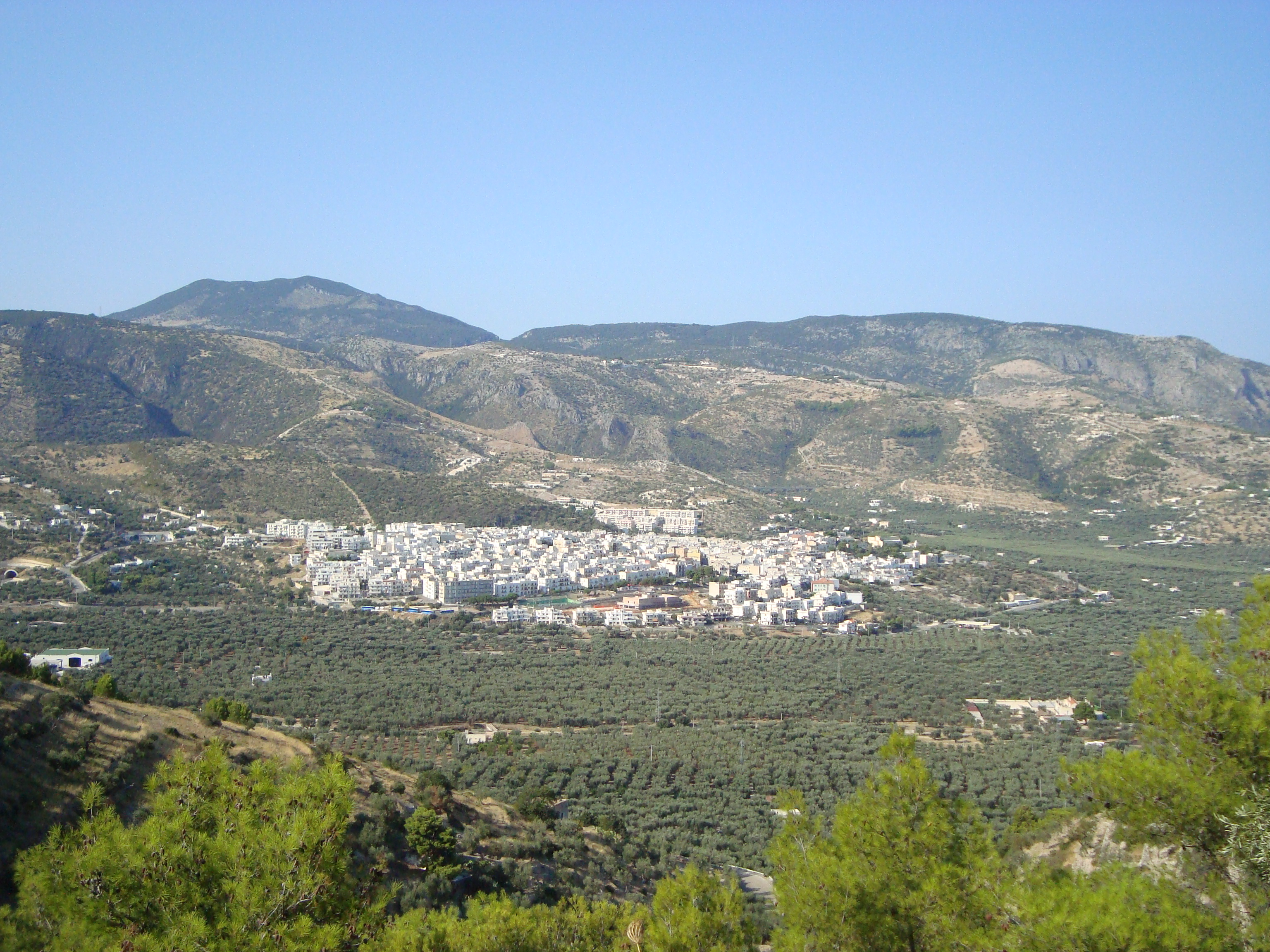
Panorama

Il territorio di Mattinata si estende su una superficie di quasi 72 km2 compreso nel Parco Nazionale del Gargano. Il centro abitato è adagiato in una conca verdeggiante di ulivi circondata da mare e boschi.
Il tratto di mare che va da Mattinata a Vieste è noto per le sue bianche falesie, per i faraglioni e per i suoi anfratti e grotte alcune delle quali ancora non completamente esplorate. Sono situate presso la Baia delle Zagare.
Mattinata è adagiata su due colline, Coppa Madonna e Castelluccio, circondata dal Monte Saraceno a sud, dal Monte Sacro a Nord, dalla pianura di oliveti e dal mare ad est e da Monte Sant'Angelo ad ovest.
Nel suo territorio si possono rinvenire 61 specie di orchidee, alcune delle quali crescono esclusivamente nella zona.

### Sismicità
L'intero territorio comunale di Mattinata è parte integrante del distretto sismico del Gargano.
- Classificazione sismica: zona 2 (sismicità media)[4]

## Origini del nome
Il toponimo Mattinata, o Matinata nella versione ottocentesca, deriva probabilmente dalla toponomastica dei luoghi nei quali intorno al 1780 nasce il primo nucleo della cittadina, probabilmente ad opera di montanari e pastori originari di Monte Sant'Angelo, cittadina vicina e accomunata a Mattinata dal dialetto. L'origine primigenia del toponimo è da attribuirsi all'antica città di Matinum, alcune vestigia della quale sono ancora visibili nel territorio comunale di Mattinata, in contrada Agnuli, a poca distanza dall'odierno centro abitato.

## Storia

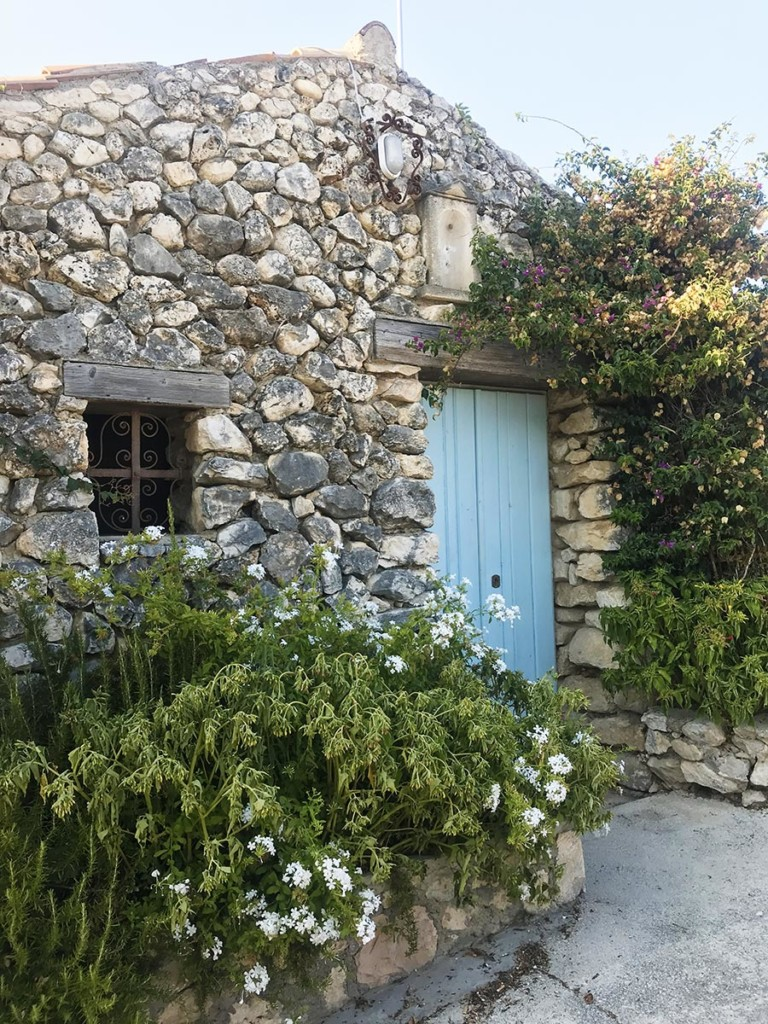

### Antichità
Durante l'evo antico, l'area fu probabilmente abitata dalla tribù iapigia dei Dauni. In seguito, è probabile che nel territorio dell'attuale comune di Mattinata si trovasse l'antica città romana di Matinum, già Apeneste nel periodo magno-greco; alcune vestigia antiche, distanti circa 2 chilometri dal centro cittadino e in parte sommerse dal mare, sono state identificate con questo antico insediamento.
Qui sarebbe morto, naufrago in seguito ad una tempesta, Archita di Taranto, filosofo, matematico, politico, scienziato, stratego, musicista, astronomo e statista magno-greco, come poi ricordato anche dal poeta latino Orazio: "Te maris et terrae numeroque carentis harenae / mensorem cohibent, Archyta / pulveris exigui prope litus parva Matinum / munera..." (Traduzione: "...Te misuratore del mare e della terra e delle immensurabili arene, coprono, o Archita, pochi pugni di polvere presso il lido Matino...").

### Medioevo
Dopo la caduta dell'Impero romano d'Occidente, Matinum condivise la sorte di molti altri centri, andando a spopolarsi nel corso dell'alto medioevo fino a scomparire, probabilmente nel X secolo.
Nel corso del medioevo, nell'attuale territorio comunale sono attestate comunità religiose, come l'abbazia benedettina della Santissima Trinità (XI-XIV secolo) e il convento pulsanese della Sperlonga (XI-XV secolo).

### Età moderna

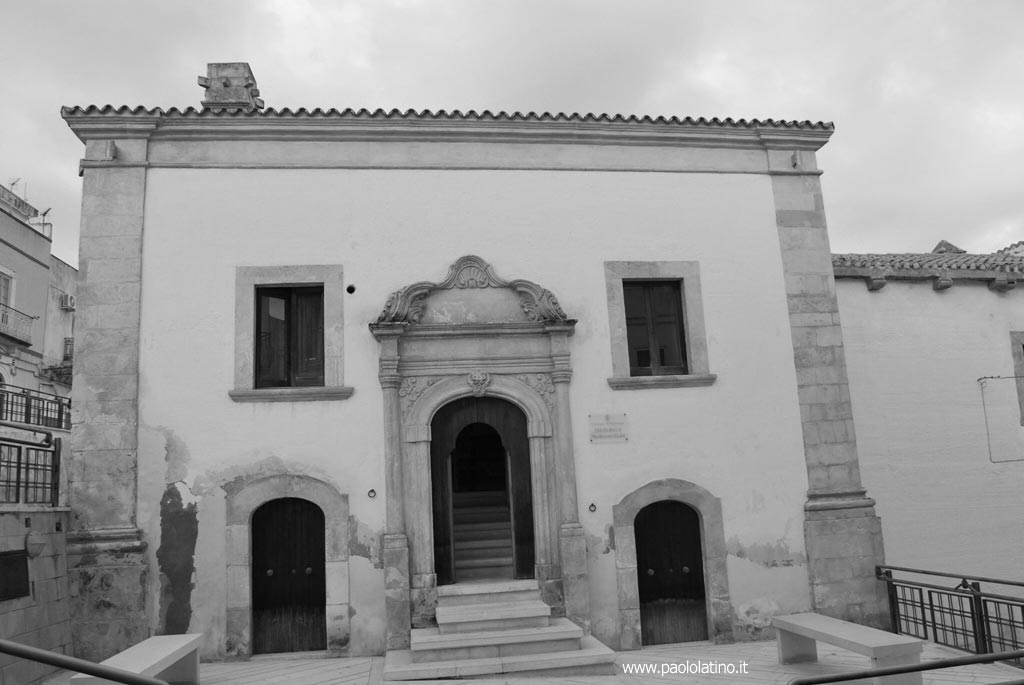
Palazzo Mantuano

L'attuale centro cittadino di Mattinata sorge sulle colline antistanti la baia, a circa un chilometro e mezzo dal sito dell'antica Matinum e iniziò a svilupparsi grazie ad alcuni montanari che, per il clima mite, iniziarono a scendere a valle, a flussi regolari, a partire dal XVI-XVII secolo.
La fondazione della città attuale è databile nell'ultimo scorcio del 1700, quando si ha notizia della presenza dei primi pagliai, dimore semplicissime generalmente monocamerali, costruite con muri a secco e usati dai pastori per lo svernamento in località dal clima meno rigido di quello dei monti circostanti, che diventeranno il primo nucleo stanzialmente abitato della cittadina.
La costruzione di Palazzo Mantuano, oggi adibito a biblioteca comunale ed iniziata nel 1840, è il primo segno di uno sviluppo urbanistico di un qualche rilievo. Da questo primitivo nucleo, e con la costruzione delle prime strade di collegamento con i centri circostanti (il primo collegamento stradale con Monte Sant'Angelo viene completato solo intorno al 1893), si sviluppa un borgo agricolo, che poco dopo il 1950 diventa un piccolo comune indipendente.
Tra le altre notizie, ricordiamo che il centro abitato di Mattinata subì gravi danni e quattro vittime a causa del terremoto del Gargano del 1893.

## Monumenti e luoghi d'interesse

### Centro storico

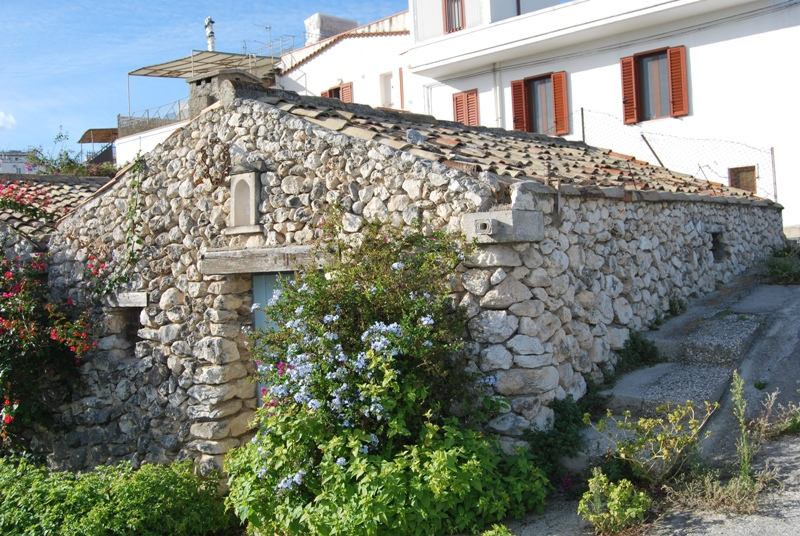
Pagliaio Rione Iunno

Il centro storico del paese si trova nella sua parte bassa ed è chiamato "Junno". Presenta alcuni esemplari di una tipica costruzione in pietre a secco, detta pagghiére ("pagliaio"), che risalgono alla metà del sec. XVIII. Si tratta di costruzioni basse, a base rettangolare, costituite da pietre calcaree locali, grezze, incastrate l'una sull'altra.
Il "pagliaio" di campagna ha invece base più frequentemente circolare ed è una primitiva costruzione preistorica della civiltà contadina. Veniva usato come rifugio per gli uomini e gli animali domestici, e in seguito, evidentemente, anche come locale per mettere la paglia. Per l'aspetto e la tecnica di costruzione a "tholos" o pseudocupola (a cerchi di pietre orizzontali gradatamente aggettanti, cioè via via più interni man mano che si sale), questo "pagliaio" è da accomunare nella tecnica costruttiva ai trulli di Alberobello, o anche ai nuraghi sardi, testimoniando tradizioni costruttive antichissime e probabilmente risalenti alla civiltà micenea.

### Palazzo Mantuano

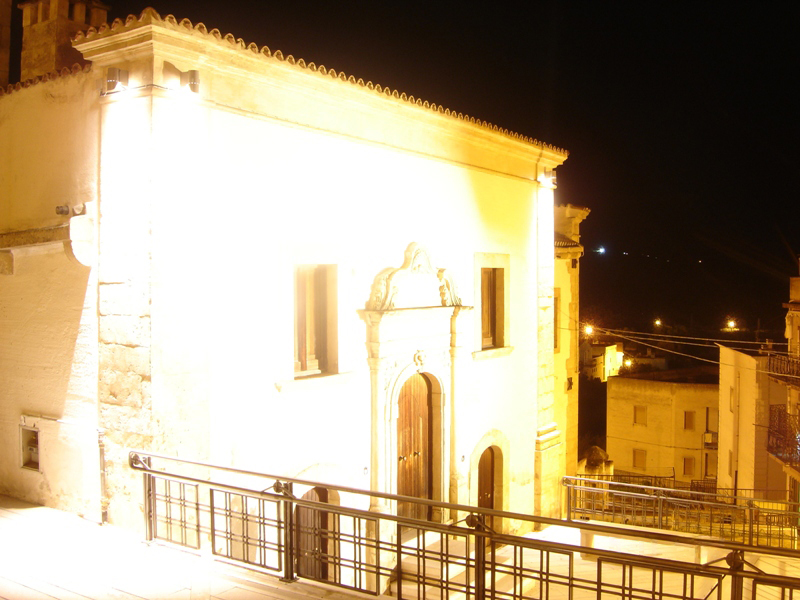
Palazzo Mantuano

Sito nello Junno è il Palazzo Mantuano, costruito nel 1840 e allora sede di una delle famiglie più influenti di Mattinata. Restaurato di recente, come memoria del passato conserva la cornice del portone principale. Attualmente è sede della biblioteca multimediale comunale, dove vengono anche ospitate numerose mostre di artisti.

### Rione Iunno

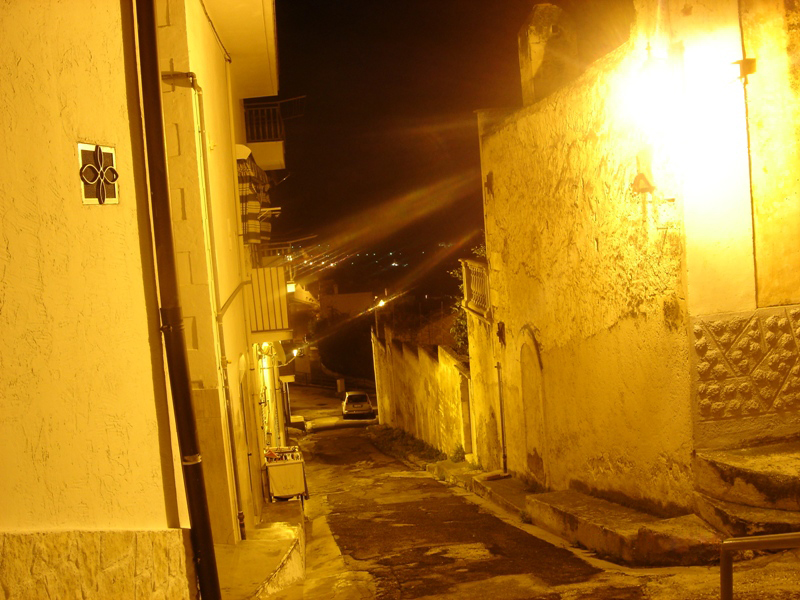
Rione Iunno vicoli di sera

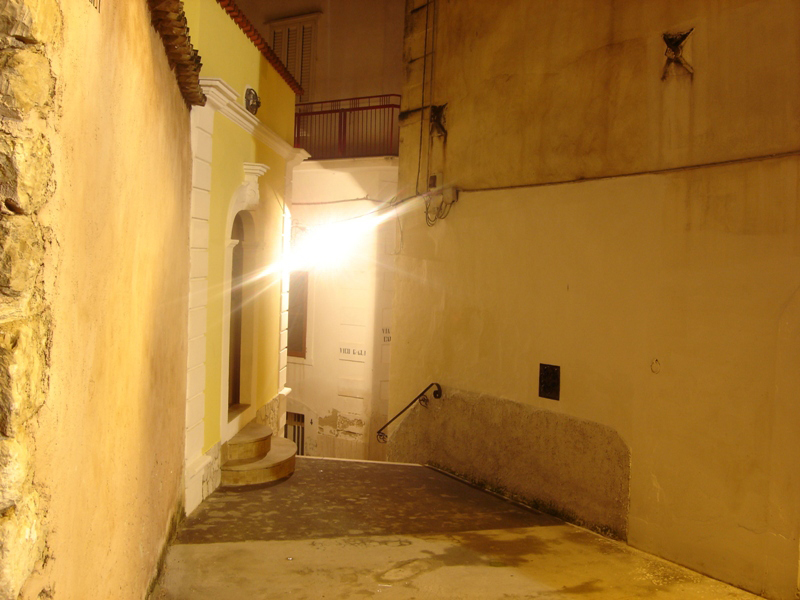
Rione Iunno vicoli di sera

È una versione in miniatura del più famoso Rione Junno della vicina Monte Sant'Angelo e testimonia la diretta filiazione di Mattinata da quest'ultima città.

### Palazzo Barretta

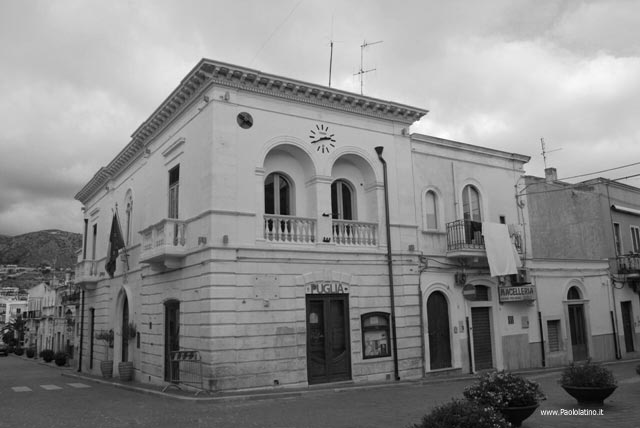
Palazzo Barretta

Risalente agli inizi del Novecento, il palazzo signorile Barretta è così chiamato dal nome del facoltoso proprietario terriero Giovanni Barretta che lo abitava. La tradizione vuole che la sua famiglia si sia estinta con lui, ultimo rappresentante della famiglia e senza discendenti. Sito in corso Matino, dal 4 agosto 1955 a oggi il palazzo è sede dell'amministrazione comunale.

### Necropoli di Monte Saraceno

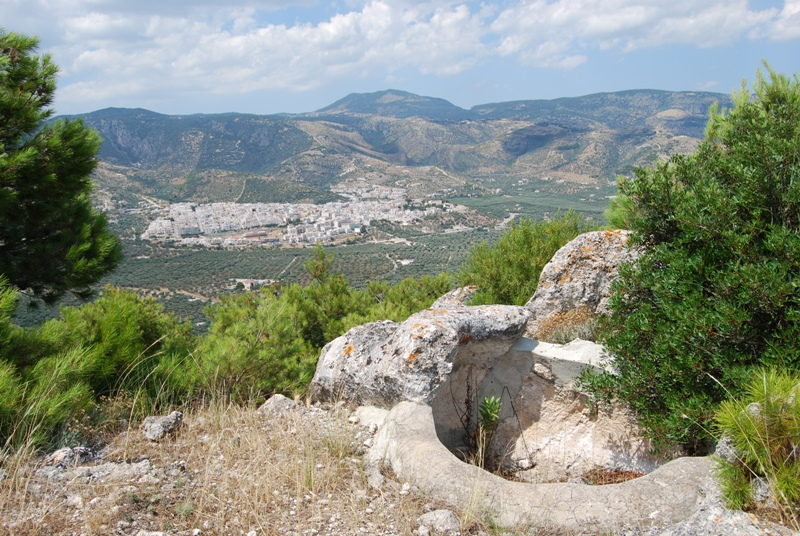
Tombe Daune su Monte Saraceno

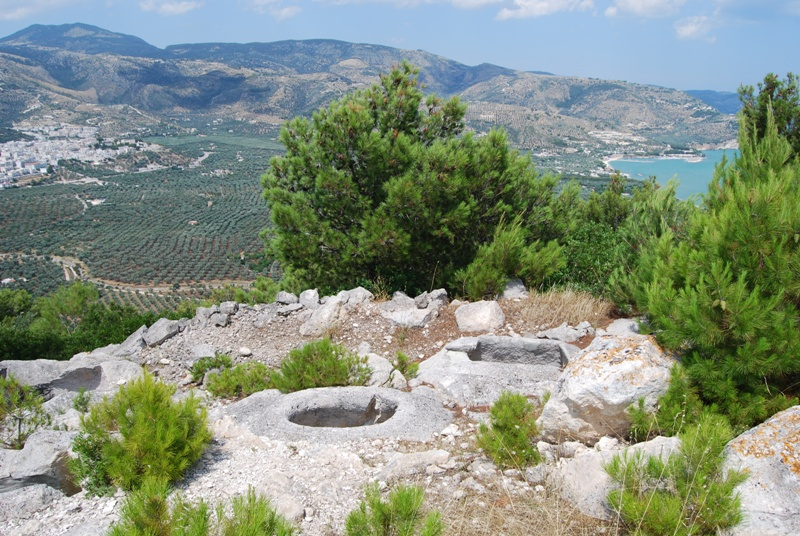
Tombe Daune su Monte Saraceno

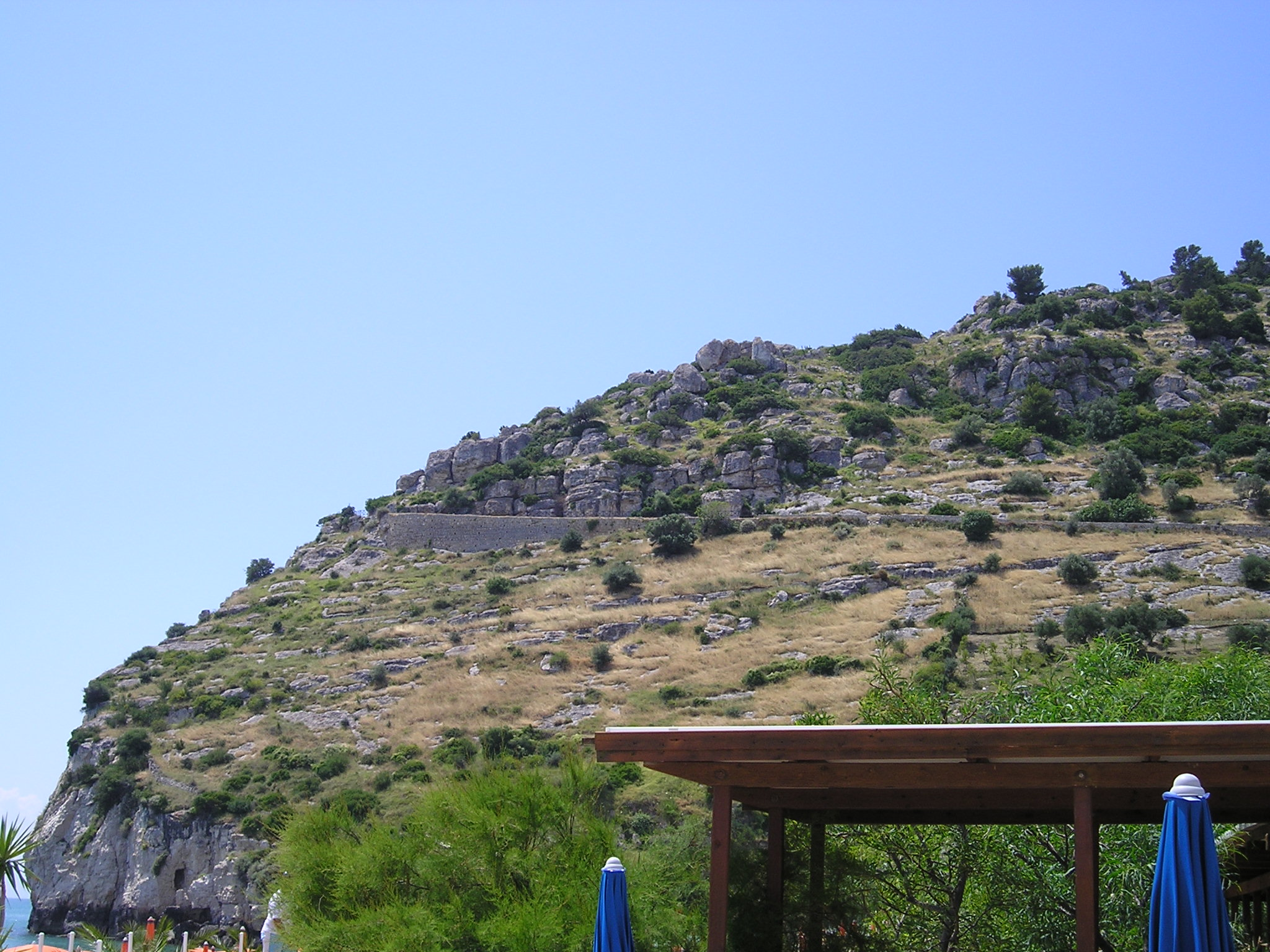
Monte Saraceno

Di notevole valore storico è il sito sul Monte Saraceno con una necropoli attribuibile alla civiltà della Daunia di 500 tombe risalente ad un periodo compreso fra l'VIII e il IV secolo a.C. Numerosi reperti sono conservati nel museo civico di Mattinata e in quello di Manfredonia. In prossimità della necropoli sono stati rinvenuti i resti di un villaggio del medesimo periodo che è stato probabilmente abitato fino al V o IV secolo a.C. per poi venire definitivamente abbandonato, probabilmente in favore della vicina Matinum.
Le tombe, di piccole dimensioni e scavate direttamente nella roccia, e con la caratteristica forma di utero, rievocano il rito del ritorno alla vita prenatale.
Nella stessa zona sono state ritrovate alcune lastre litiche, le cosiddette stele daunie, la cui funzione, sepolcrale o commemorativa, è ancora controversa.

### Abbazia SS. Trinità Monte Sacro

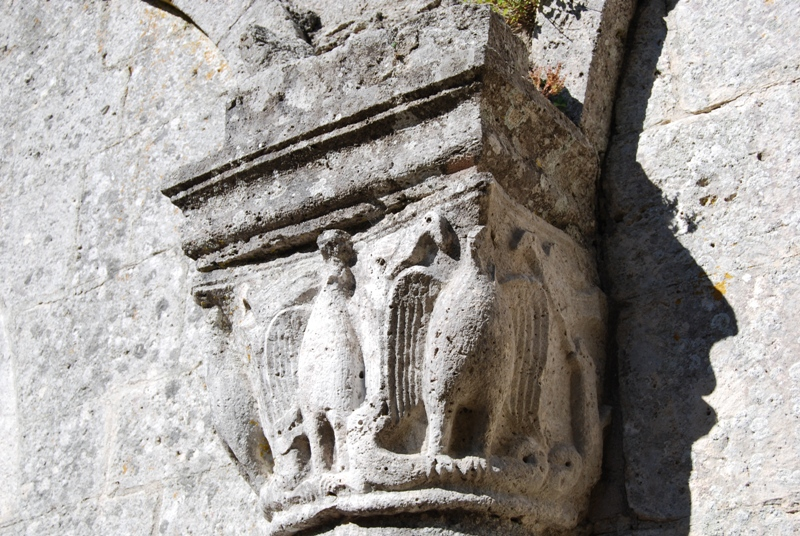
Capitello Abbazia SS. Trinità Monte Sacro

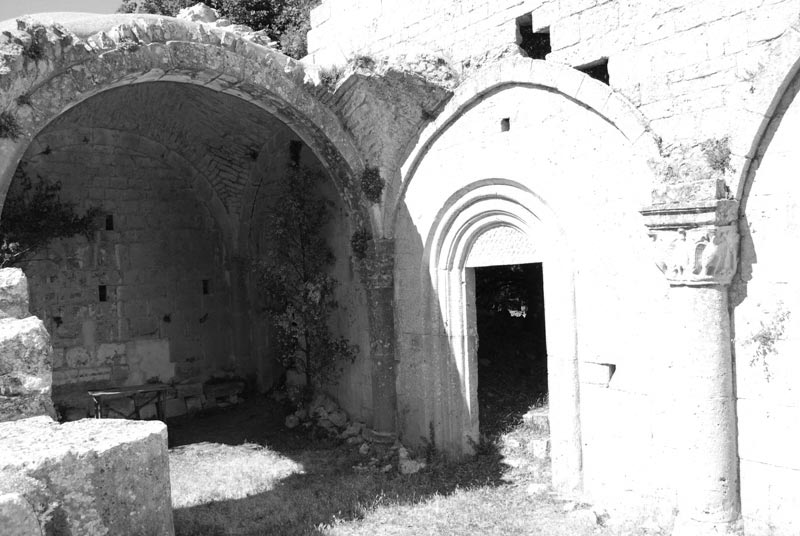
Abbazia SS. Trinità Monte Sacro

Sul Monte Sacro (874 m s.l.m.) si possono ammirare i ruderi di un'antichissima abbazia benedettina SS. Trinità. Di difficile accesso, raggiungibile soltanto attraverso un sentiero che si inerpica per la montagna, di essa si conservano ancora le mura di cinta, numerosi capitelli e archi. L'intero complesso, composto da una chiesa abbaziale a tre navate e dal convento, è in stile romanico. Al suo interno vi era una cappella dedicata a San Michele Arcangelo e un battistero a pianta quadrata. Le prime tracce dell'esistenza dell'abbazia risalgono al 1058: una bolla di Stefano IX, designava Monte Sacro come cella dell'Abbazia Benedettina di Santa Maria di Calena a Peschici. Divenne Abbazia nel 1138 ed ebbe vasti possedimenti, tanto che la sua influenza si estendeva fino al Tavoliere delle Puglie. Intorno al 1300 iniziò il suo declino. Terremoti e saccheggi hanno fatto di essa quella che oggi ammiriamo.
L'Abbazia Monte Sacro si è classificata terza nel 6º Censimento 2012 I Luoghi del Cuore del Fondo Ambiente Italiano con il totale di 50.071 preferenze.

### Convento Pulsanese della Sperlonga

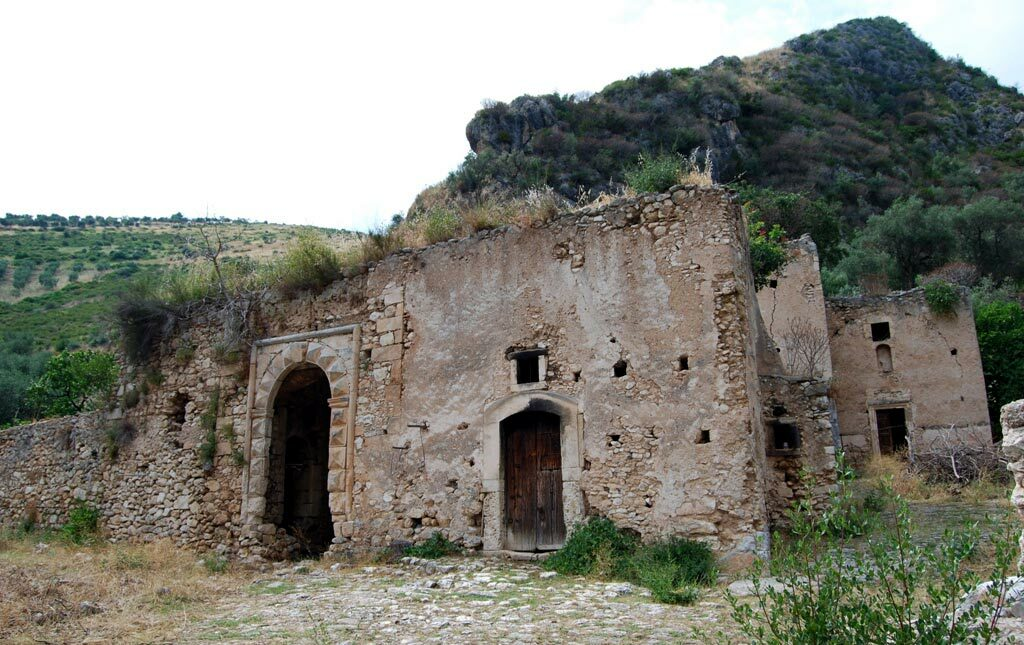
Convento Pulsanese della Sperlonga

Il Convento Pulsanese della Sperlonga. In una valle, tra gli ulivi, allo sbocco di una irta e suggestiva gola, si trovano i resti del Convento di S. Stefano (presente secondo una bolla papale già dal 1177) del XIV secolo, ben rappresentato da un bel portale, su cui era posta una statua del re David che suonava la lira.

### Villa Romana

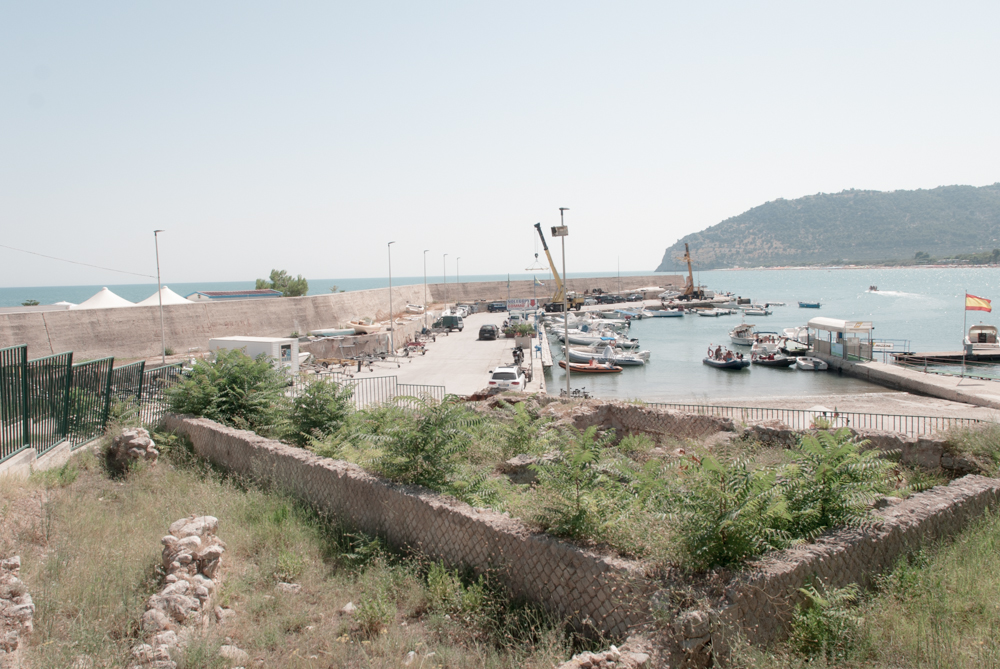
Resti Villa Romana Agnuli

Gli antichi frantoi romani in località Agnuli. A pochi metri dal mare, all'imbocco del porticciolo, risaltano i resti di fabbriche (e un'alta presenza di doli di raccolta) per la produzione di olio, del I-V secolo d.C. Le mura sono composte di pietre quadrate esaltano l'ordinata tecnica muraria dei piccoli mattoni posti a reticolo e i pavimenti a spina di pesce.

### Baia di Vignanotica
La baia di Vignanotica è una spiaggia di ciottoli, caratterizzata dalla presenza di molteplici grotte scavate dal mare nella costa alta, a circa 18 km da Mattinata in direzione di Vieste. Si raggiunge attraverso un sentiero costeggiato da pini d'Aleppo e macchia mediterranea, un tempo l'accesso era solo via mare. Il suo nome deriva dal latino vinea domini 'vigna del padrone' banalizzato in vineadomina con metatesi (Nando Romano).

### Baia dei Mergoli

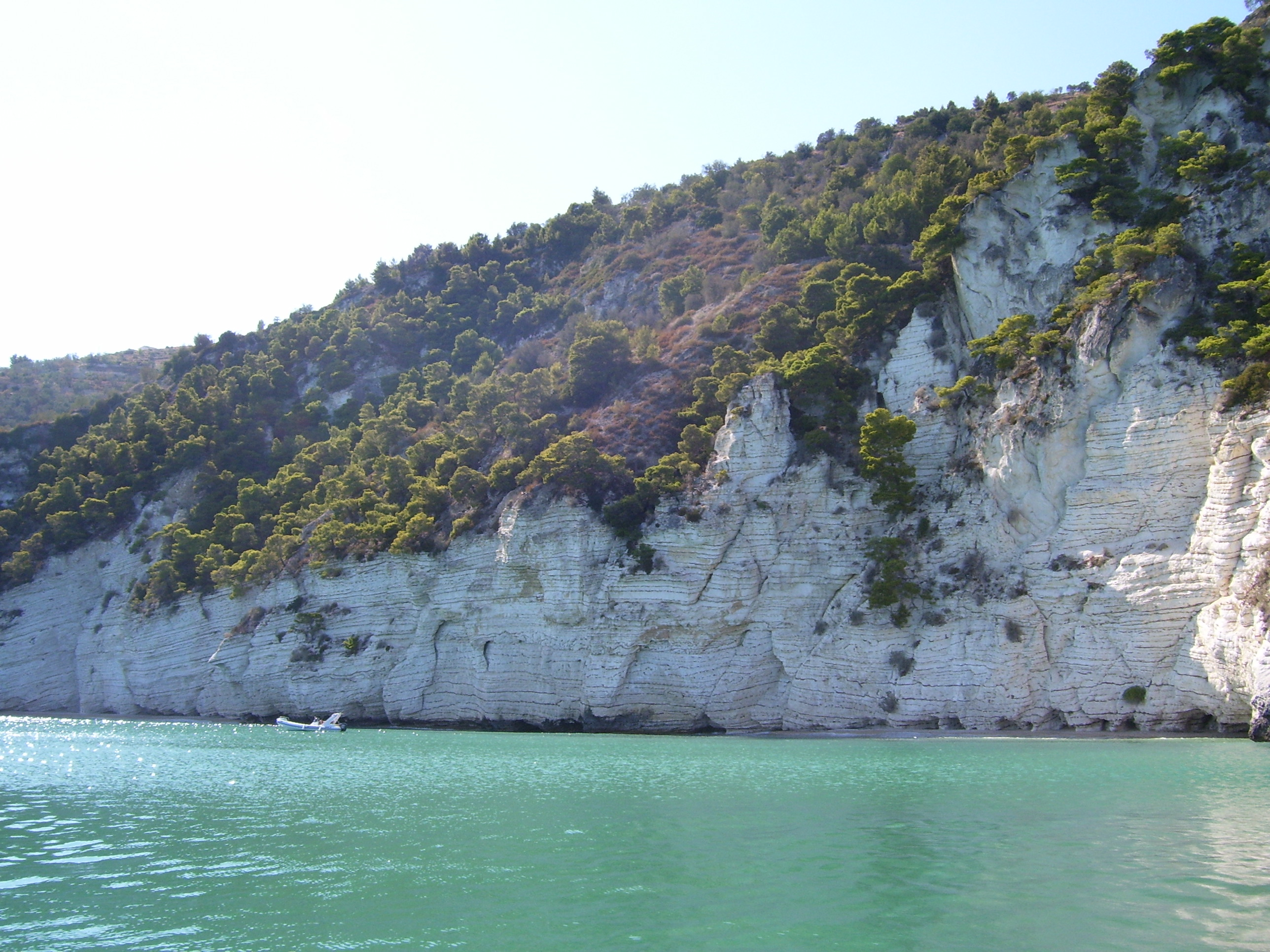
Tratto di costa fra Mattinata e Vieste

La baia dei Mergoli (o dei Faraglioni) si trova fra Mattinata e Vignanotica. Ivi si trovano alte scogliere, due faraglioni (residui di roccia calcarea lavorati dalla natura), foreste di pini e una spiaggia di ciottoli bianchi.

## Società

### Evoluzione demografica
Abitanti censiti

### Lingue e dialetti
ll dialetto di Mattinata è un dialetto molto simile a quello di Monte Sant'Angelo, da cui gli abitanti del paese discendono. I dialetti di Mattinata e Monte Sant'Angelo, unitamente a quelli di Vieste e Manfredonia, costituiscono i dialetti garganici meridionali detti apulo-garganici e caratterizzati dalla metafonesi delle vocali latine ĕ e ŏ: Mattinata pétǝ "piede", ma pítǝ "piedi"; bbónǝ "buona, buone", ma bbúnǝ "buono, buoni". Altra caratteristica di Mattinata, come degli altri centri apulo-garganici, è la palatalizzazione della a tonica in sillaba libera di parola piana: Matǝnétǝ 'Mattinata', pénǝ "pane", sélǝ "sale", chésǝ "casa", frétǝ "fratello", chénǝ "cane". Il verbo "andare" a Mattinata, Monte e Vieste è scì (pronunciato come nel napoletano busciardo), mentre a Manfredonia è jì. Per dire 'dove vai?' o 'dove andrai?' a Mattinata si dice oue â scì? ("dove hai da andare?"), a Manfredonia add'í c'â jì? ("dov'è che hai da andare?"). La parola "stalla" a Mattinata, Monte e Vieste suona staddǝ, a Manfredonia stallǝ.

### Etnie e minoranze straniere
La presenza straniera al 31 dicembre 2012 è di 180 persone.
Nel 2007, la presenza straniera era di 84 persone.

### Religione
La religione maggiormente diffusa per tradizione è il cattolicesimo.
Il comune di Mattinata rientra nell'arcidiocesi di Manfredonia-Vieste-San Giovanni Rotondo.

## Cultura

### Istruzione
Nella cittadina è presente un istituto comprensivo, l’I.C. “Domenico Savio”, che raggruppa scuola dell’infanzia, scuola primaria e scuola secondaria di I grado. Attualmente a Mattinata non sono presenti scuole secondarie di II grado. La quasi totalità degli studenti mattinatesi è iscritta presso gli istituti della vicina Manfredonia.

### Musei
- Museo archeologico nazionale "Matteo Sansone"[11]
- Museo etnografico[12]

### Cinema
A Mattinata sono state girate parti dei seguenti film/fiction: 
- Il sole scotta a Cipro, 1964
- Bachna Ae Haseeno, 2008
- Housefull, 2010
- Il generale dei briganti (fiction Rai), 2012

### Eventi

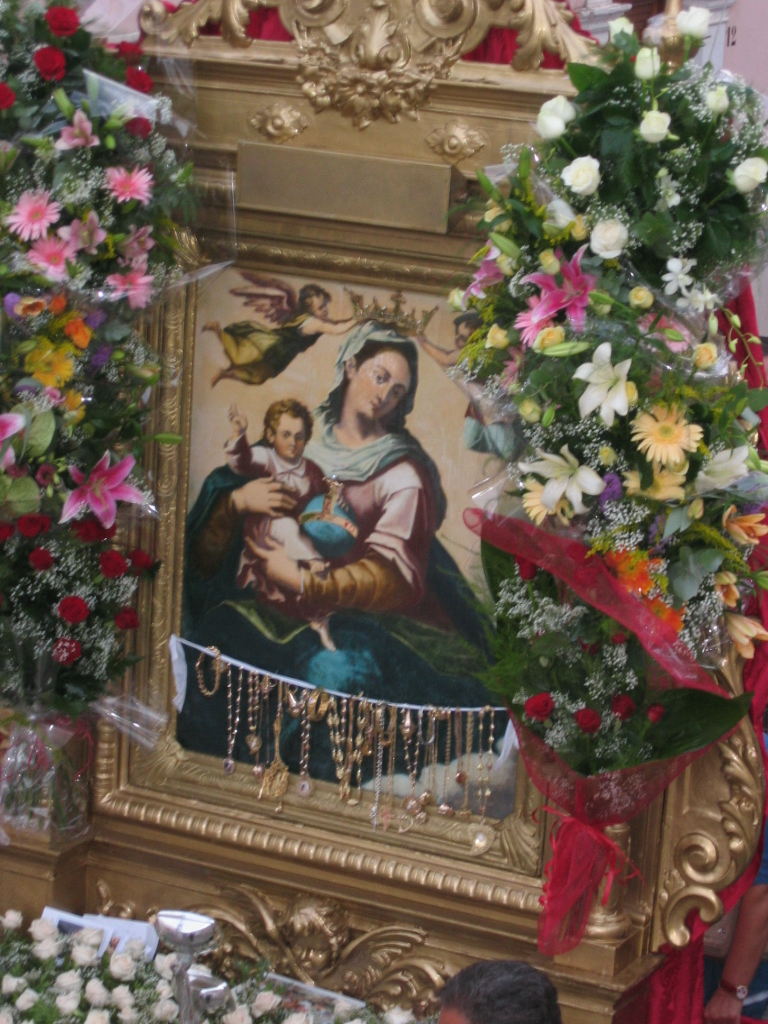
Maria S.S.della Luce

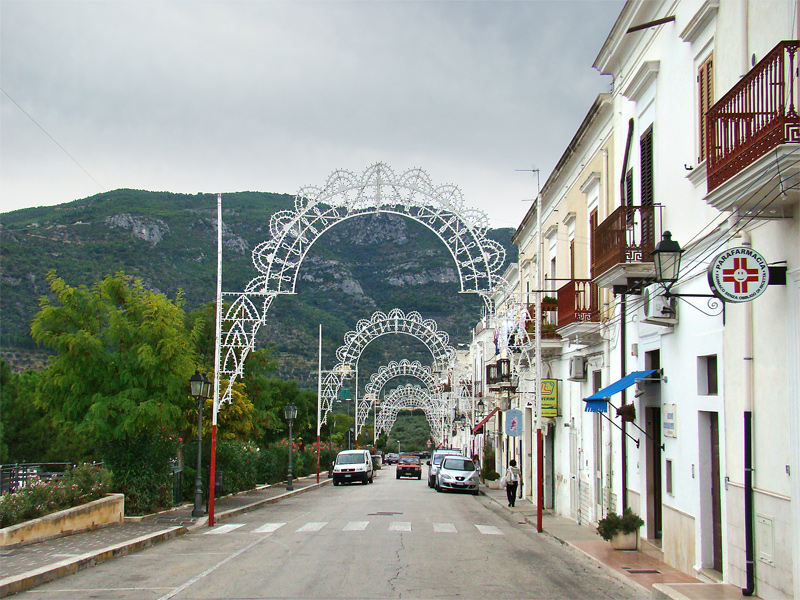
Corso Matino

La festa patronale dedicata a Santa Maria della Luce si tiene dal 14 al 16 settembre. La festa inizia ufficialmente la mattina del 14, annunciando l'evento con fuochi pirotecnici e suono di campane. Per le vie cittadine passa la banda che annuncia l'inizio dei festeggiamenti. La via principale del paese, corso Matino, viene addobbata con delle arcate di luci. Il programma dei festeggiamenti prevede di solito concerti di musica classica e leggera.
L'ultimo giorno per le vie cittadine vengono portati in processione il quadro che raffigura la Madonna e le statue di Sant'Antonio e di San Michele Arcangelo. Tutto si conclude a sera inoltrata con lo spettacolo di fuochi pirotecnici.
La prima volta che si è festeggiata è stata il 16 settembre 1894, per rendere omaggio a Santa Maria della Luce per la protezione dopo i lunghi e forti terremoti che hanno interessato Mattinata dal 20 aprile 1892 al 14 febbraio 1894
Il 21 settembre (san Matteo) i mattinatesi si raccolgono in una piccola chiesa situata in località Funni per dare onore al Santo.
L'ultimo sabato di ogni aprile mentre si festeggia la Madonna dell'Incoronata, una processione parte da Mattinata per raggiungere la chiesetta fuori paese.
Si svolge a Mattinata il Premio Ambiente Faraglioni di Puglia.

### Cucina

#### Piatti tipici
Tra i piatti tipici della tradizione culturale si annoverano:
- orecchiette e rape con sardine salate
- pasta corta con ceci
- pasta con fave e piselli
- spaghetti con aglio, olio e peperoncino
- zuppa di pesce
- carciofi ripieni

### Prodotti tipici
- Caciocavallo podolico

## Geografia antropica

### Quartieri
I quartieri che costituiscono il paese di Mattinata sono:
- Coppa Madonna
- Iunno
- Concezione
- Castelluccio
- Coppa
- Lamione
- Chicco
- Incoronata

## Economia

### Turismo
Mattinata vive principalmente di turismo balneare.

### Agricoltura e allevamento
L’allevamento di bestiame e l'agricoltura occupano un numero considerevole di addetti soprattutto durante i mesi di magra turistica.

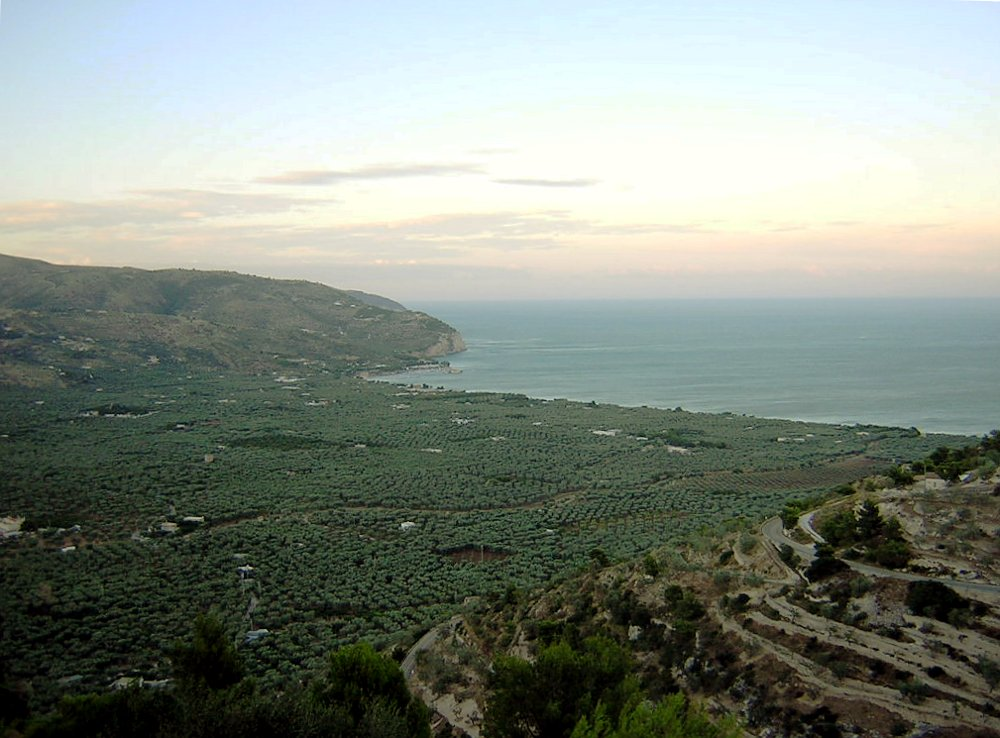
Oliveti digradanti verso il mare

La coltura principale di tutto il territorio è l'ulivo, ma sono ancora presenti terrreni condotti a mandorle, fichi, fioroni, prugne, melecotogne, melograni, cachi, agrumi e tantissimi fichi d'India che in estate colorano di rosso i puntoni.
Nelle campagne mattinatesi crescono allo stato selvatico capperi, asparagi, origano, funghi e finocchio che possono essere raccolti in estate nelle annate piovose ma anche in pieno inverno quando le condizioni climatiche lo consentono.

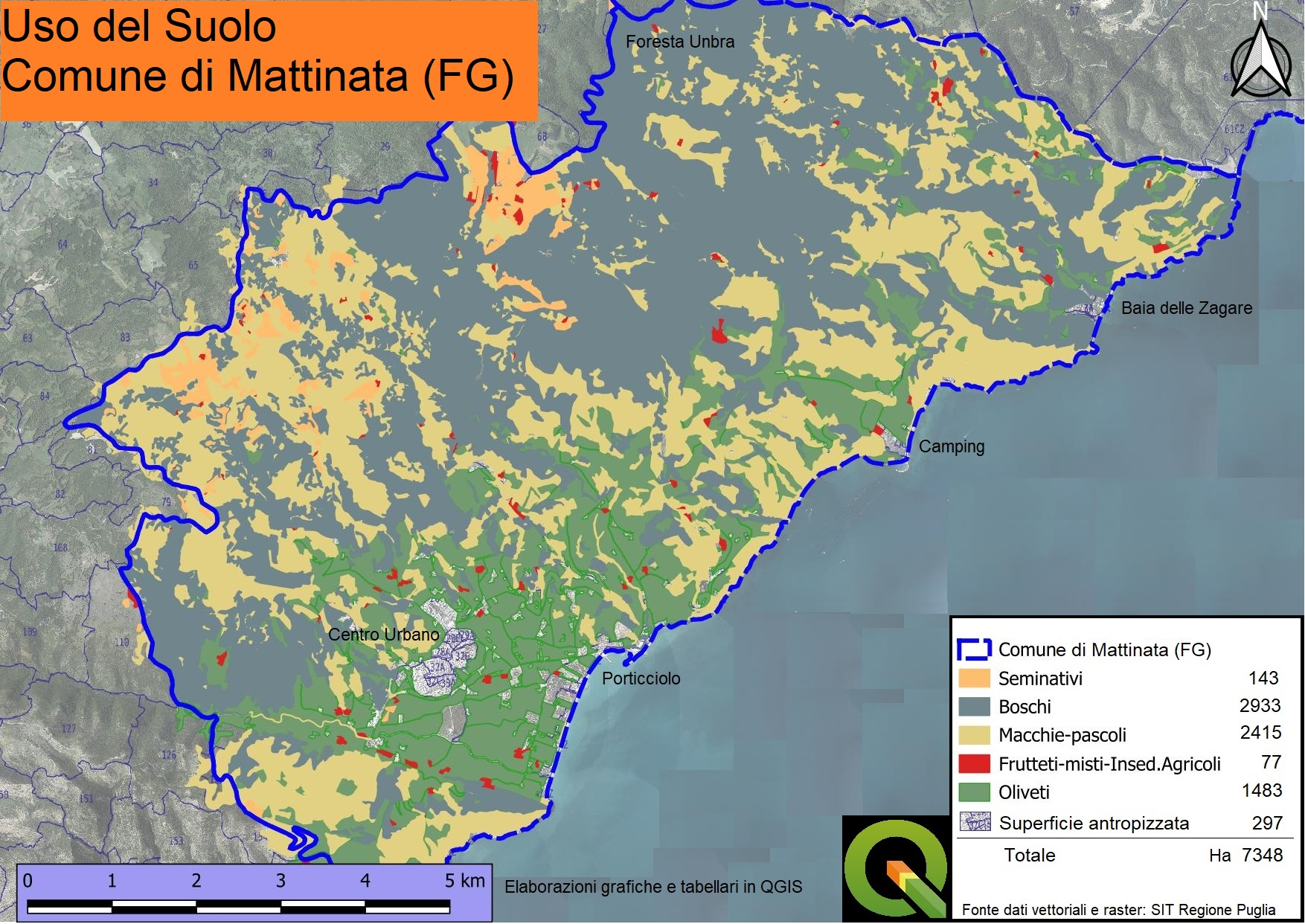
Elaborazioni cartografiche di generalizzazione degli shapefile della Regione Puglia all'interno del software QGIS

Con una ricerca condotta a partire dagli shapefile del SIT della Regione Puglia si può generalizzare, attraverso l'uso di #QGIS, il territorio comunale nei seguenti cinque grandi raggruppamenti vegetali: seminativi (143 Ha), boschi (2933 Ha), macchie e pascoli (2415 Ha), frutteti misti e insediamenti agricoli (77 Ha), oliveti (1483 Ha); La restante parte è superficie antropizzata per circa 297 Ha (cfr. img. Uso del Suolo Comune di Mattinata)
L'allevamento invece riguarda piccole aziende con un numero di capi da essere gestito principalmente dai componenti del nucleo familiare, e riguardano bovini di razza podolica o nostrana ma anche bovini di razza meticcia; capre di razza garganica di colore nero con grosse corna; ma anche maiali, asini, muli, cavalli, pecore e galline, tutti allevati principalmente allo stato brado.

### Pesca
Anche l’attività ittica riveste un ruolo importante per l’economia della cittadina.

## Infrastrutture e trasporti

### Strade
La principale strada che porta a Mattinata è la SS89.

### Porti
Il porto è situati nei pressi di Punta Agnuli, a circa 2 km dal centro cittadino ed è costituito da un largo molo foraneo a gomito, integralmente banchinato all’interno, e da alcuni pontili galleggianti che si dipartono dalla banchina di riva.

### Mobilità urbana
Non è presente un servizio di trasporto pubblico urbano.
I collegamenti interurbani sono gestiti principalmente da due imprese di trasporto (SITA e Ferrovie del Gargano).

## Amministrazione
| Periodo           | Periodo           | Primo cittadino                                       | Partito                                         | Carica                    | Note                                                   |
| ----------------- | ----------------- | ----------------------------------------------------- | ----------------------------------------------- | ------------------------- | ------------------------------------------------------ |
| 17 giugno 1956    | 17 dicembre 1960  | Giuseppe Scirpoli                                     | Democrazia Cristiana                            | Sindaco                   |                                                        |
| 18 dicembre 1960  | 25 novembre 1964  | Lorenzo Fischetti                                     | Partito Socialista Italiano di Unità Proletaria | Sindaco                   |                                                        |
|                   |                   | Francesco Paolo Prencipe                              | Democrazia Cristiana                            | Sindaco                   |                                                        |
|                   |                   | Berardino Arena                                       | Democrazia Cristiana                            | Sindaco                   |                                                        |
|                   |                   | Francesco Ciuffreda                                   | Partito Socialista Italiano                     | Sindaco                   |                                                        |
|                   |                   | Giuseppe Argentieri                                   | Partito Socialista Italiano                     | Sindaco                   |                                                        |
|                   |                   | Luigi Totaro                                          | Partito Comunista Italiano                      | Sindaco                   |                                                        |
|                   |                   | Michele Di Bari                                       | -                                               | Sindaco                   |                                                        |
| 1995              | 1999              | Gianfranco Piemontese                                 | -                                               | Sindaco                   | Dimissioni anticipate                                  |
| 2000              | 2010              | Angelo Iannotta                                       | lista civica Mattinata viva                     | Sindaco                   |                                                        |
| 30 marzo 2010     | 11 febbraio 2014  | Lucio Roberto Prencipe                                | lista civica SiAmo Mattinata                    | Sindaco                   | Dimissioni anticipate                                  |
| 13 febbraio 2014  | 27 maggio 2014    | Carmela Palumbo                                       | -                                               | Commissario prefettizio   |                                                        |
| 27 maggio 2014    | 16 marzo 2018     | Michele Prencipe                                      | lista civica Mattinata riparte                  | Sindaco                   | Sciolto dal Ministro Minniti per infiltrazioni mafiose |
| 20 marzo 2018     | 21 settembre 2020 | Canale Giuseppe, Lonigro Antonietta, Scozzese Antonio | -                                               | Commissario straordinario |                                                        |
| 22 settembre 2020 | in carica         | Michele Bisceglia                                     | lista civica Noi comunità #mattinata2020        | Sindaco                   |                                                        |

### Altre informazioni amministrative
Fa parte del parco nazionale del Gargano e ha fatto parte della comunità montana del Gargano fino alla soppressione dell'ente nel 2010.

### Gemellaggi
È gemellata dal 2010 con la cittadina argentina San Nicolas.

## Sport
La squadra di calcio storica della città è la U.S.D. Matinum